# Cladocera
I Cladoceri (Cladocera Latreille, 1829) sono un ordine di crostacei branchiopodi. Costituiscono una componente principale del plancton d'acqua dolce.

## Descrizione
Questi piccoli crostacei hanno un carapace a due valve che lascia libero il capo, il quale ha uno scudo impari connesso con il resto del guscio da suture. Alcune specie di grandi dimensioni sono prive di carapace bivalve.
Le prime antenne sono piccole e sensoriali (nel maschio sono più grandi e servono a trattenere la femmina durante la copula), le seconde antenne sono molto più grandi, ramificate ed utilizzate per il nuoto. Le appendici addominali sono appiattite e non servono per il moto ma per creare una corrente d'acqua che trasporta il cibo alla bocca. È presente un solo occhio mediano, di solito piuttosto grande e ben visibile.
In molte specie (soprattutto del genere Daphnia) si verifica un fenomeno noto come ciclomorfosi che consiste nel cambiamento di aspetto degli esemplari nelle varie stagioni.
Le dimensioni di solito non superano qualche mm ma alcune specie predatrici possono superare il cm.

## Biologia

### Alimentazione
La stragrande maggioranza dei cladoceri è detritivora o fitofaga e si nutre delle particelle portate alla bocca dal flusso d'acqua creato dal movimento degli arti. L'apertura orale è circondata da setole con funzione filtrante. Le specie più grandi sono predatrici e catturano in prevalenza altri crostacei planctonici.

### Riproduzione
Nella generalità dei cladoceri le femmine sono molto più grandi e frequenti dei maschi, che si trovano solo in alcune stagioni; durante gran parte dell'anno si ha una riproduzione per partenogenesi da parte di femmine non fecondate. Le uova partenogenetiche, che vengono deposte all'interno di una tasca incubatrice posta nella parte dorsale del carapace, si schiudono in pochi giorni. In quasi tutte le specie lo sviluppo è diretto, ovvero nascono dall'uovo individui in tutto simili ad adulti in miniatura, solo in alcune grandi specie lacustri si ha una breve fase di nauplius.
Con l'approssimarsi della cattiva stagione o in caso di carenza di risorse trofiche o, ancora, in caso di progressivo disseccamento dello specchio d'acqua, da normali uova partenogenetiche nascono dei maschi e delle femmine anfigoniche che si accoppiano e depongono le cosiddette uova durevoli o anfigoniche che vengono deposte in una tasca interna del carapace nota come efippio. Questo efippio viene perso con una muta; ha parete molto spessa, le uova efippiate possono sopravvivere a condizioni durissime e schiudersi solo quando si trovano in un ambiente idoneo. In molte specie planctoniche gli efippi possiedono sistemi di attacco che consentono loro di aderire alle zampe o al muso di mammiferi all'abbeverata o alle zampe di uccelli acquatici. La bontà di tale mezzo di dispersione è ottimamente dimostrata dal fatto che molti cladoceri hanno una distribuzione cosmopolita. Altre specie, di minor valenza ecologica, invece, possono avere un areale limitato ad un solo lago o fiume, in tal caso l'efippio si schiude precocemente e non ha alcun meccanismo di adesione.

### Predatori ed importanza ecologica
I cladoceri hanno un ruolo importantissimo come componenti delle catene alimentari degli ambienti lacustri dato che sono predati da un gran numero di organismi, sia invertebrati che pesci. Tra questi ultimi, nei grandi laghi prealpini, i coregoni ed il carpione del Garda basano la loro dieta proprio sui cladoceri planctonici.

## Distribuzione e habitat
I Cladoceri sono diffusi in tutto il mondo, sia in acque marine che dolci ma è soprattutto in quest'ultimo ambiente che presentano la massima biodiversità. Esistono specie planctoniche (la maggioranza) e bentoniche.

## Tassonomia
Ordine Cladocera Latreille, 1829
- Sottordine Ctenopoda Sars, 1865
  - Holopediidae Sars, 1865
  - Sididae Baird, 1850
- Sottordine Anomopoda Stebbing, 1902
  - Bosminidae Baird, 1845
  - Chydoridae Stebbing, 1902
  - Daphniidae Straus, 1820
  - Gondwanotrichidae Van Damme et al., 2007
  - Macrotrichidae Norman & Brady, 1867
- Sottordine Onychopoda Sars, 1865
  - Cercopagididae Mordukhai-Boltovskoi, 1968
  - Podonidae Mordukhai-Boltovskoi, 1968
  - Polyphemidae Baird, 1845
- Sottordine Haplopoda Sars, 1865
  - Leptodoridae Lilljeborg, 1900

### Alcuni generi comuni in Italia
- Bosmina (ed Eubosmina)
- Bytotrephes
- Daphnia
- Diaphanosoma
- Leptodora